# Provincia de La Altagracia
La Altagracia es la más oriental de las 32 provincias de la República Dominicana. 
El nombre conmemora el cuadro de Nuestra Señora de La Altagracia, traído desde España en el siglo XVI. Varios milagros son atribuidos a esta obra. La Virgen dio nombre un santuario en Salvaleón de Higüey (ciudad conocida simplemente como Higüey), sobre el que en la segunda mitad del siglo XX se construyó la catedral o Basílica de Nuestra Señora de la Altagracia inaugurada en 1971.
Actualmente es la provincia líder del país en cuanto al turismo. Esta provincia se da el lujo de tener el Aeropuerto Internacional de Punta Cana, el cual es el aeropuerto más importante de la isla, ya que recibe el 64% de todos los vuelos que llegan al país. También es el primer aeropuerto privado internacional a nivel mundial.

## Geografía
La extensión de la provincia es de 3,010.34 km². Por esa razón, La Altagracia es la segunda provincia del país en términos de tamaño. 
Esta provincia limita por el norte con el océano Atlántico, al sur con el mar Caribe, al este con el canal de la Mona y al oeste con las provincias La Romana y El Seibo.
El río más importante de la provincia es el Yuma, otros ríos de consideración son el Duey, el Maimón, el Chavon, el Anamuya, el Sanate y el Yonu. La Altagracia forma parte de los llanos costeros del Caribe, por eso la parte sur de la provincia presente un relieve plano. Hacia la parte norte se encuentran la estribaciones de la Cordillera Oriental, donde se levanta la loma Vieja, que con sus 736 metros de altura es la más alta de la provincia.

## Historia
Para 1505, Juan de Esquivel conquistó este cacicazgo y fundó una fortaleza la cual convirtió en 1506 por orden de Ovando en una villa, llamándola Salvaleón de Higuey.
Más tarde, por Privilegio Real despachado desde Sevilla el 7 de diciembre de 1508 se le concedió a esta villa el Escudo de Armas. Durante el período colonial español, Higüey permaneció como Parroquia del partido del Seibo. Luego en 1801, debido a la división territorial llevada a cabo por Toussaint Louverture durante su dominio de la parte española de la isla, pasó a ser un distrito del departamento del Ozama.
Después del período de la Reconquista, en 1809, cuando España obtuvo de nuevo del dominio de la parte oriental, Higüey volvió a ser Parroquia del partido del Seibo hasta 1821. Luego para 1822, año en que se produjo la ocupación haitiana bajo el mando de Boyer, volvió a ser del Departamento del Ozama. Y al proclamarse la República en el 1844, la Junta Central Gubernativa la designó común del Departamento del Seibo.
Un año después, por medio de la Ley de Administración Provincial No.40, del 9 de junio de 1845, quedó convertida en común de la provincia del Seibo, condición ésta que conservó hasta 1861 en que por resolución de la capitanía General del Gobierno Español Anexionista se le erigió en Tenencia del Gobierno Político y Militar del Seibo. Pero, al ser restaurada la República volvió a adquirir su condición de común de la provincia del Seibo por el Decreto No.860 del 12 de agosto de 1865.
En 1945, Higüey fue elevada a provincia bajo el nombre de La Altagracia. En 1961, la parte sudoccidental fue segregada por decisión del dictador Rafael Leónidas Trujillo del año 1959 como provincia de La Romana, nombre de su municipio cabecera.

## Demografía
La Altagracia tenía en el censo de 2010 una población de 273 210 habitantes, de los cuales 143 010 eran hombres y 130 200 mujeres. Tiene una densidad de 90,9 habitantes/km². Del total de la población, el 77,8% correspondía a población urbana y el 22,2% a población rural. La ciudad más poblada es Higüey con una población de 147 978 habitantes, que representa el 54,2% del total de la provincia.
Con base al censo de 2010 tuvo una tasa de crecimiento media anual en el periodo 2002-2010 de 5,1%, siendo la provincia dominicana con el mayor crecimiento y situándose por sobre la tasa de crecimiento nacional que fue de 1,2%. En el anterior periodo intercensal (1993-2002), La Altagracia también tuvo el mayor crecimiento poblacional del país.

### Religión
En la ciudad de Higüey, se encuentra la Basílica de Nuestra Señora la Virgen de la Altagracia, Protectora del pueblo dominicano. En ella se aglutinan el 21 de enero de todos los años, millares de dominicanos para rendirle culto a la Virgen de la Altagracia.
A nivel nacional los católicos representan el 70% de la población y los evangélicos alrededor del 20%, mientras que en La Altagracia, centro nacional católico por estar en esta provincia la Básilica de Nuestra Señora de la Altagracia, los católicos representan aproximadamente el 60%, mientras que los evangélicos representan el 35% de los cristianos altagracianos.

## Economía
El turismo es una de las principales actividades económicas de la provincia, tanto el de playa como el religioso. Cuenta con complejos hoteleros de primer orden internacional, lo que le sitúa en uno de los principales destinos turísticos del Caribe y de Centroamérica el cual representan una fuente de ingreso muy importante para la provincia, siendo especialmente conocidos los destinos de Bávaro y Punta Cana.
La provincia también cuenta con una notable actividad económica basada en la ganadería extensiva y la agricultura. Se estima que tiene alrededor de 775.000 hectáreas de la provincia son dedicadas al pastoreo de ganado vacuno, lo que la sitúa como segunda provincia del en mayor número de vacas. La actividad agrícola viene de la mano de la producción de la caña de azúcar y el arroz, así como la producción de maíz, frijoles, y víveres diferentes como yuca, plátano, yautía, ñame y batata. En la costa también es frecuente la práctica de la pesca, no sólo como actividad económica tradicional, sino también como actividad turística y deportiva.

## Turismo

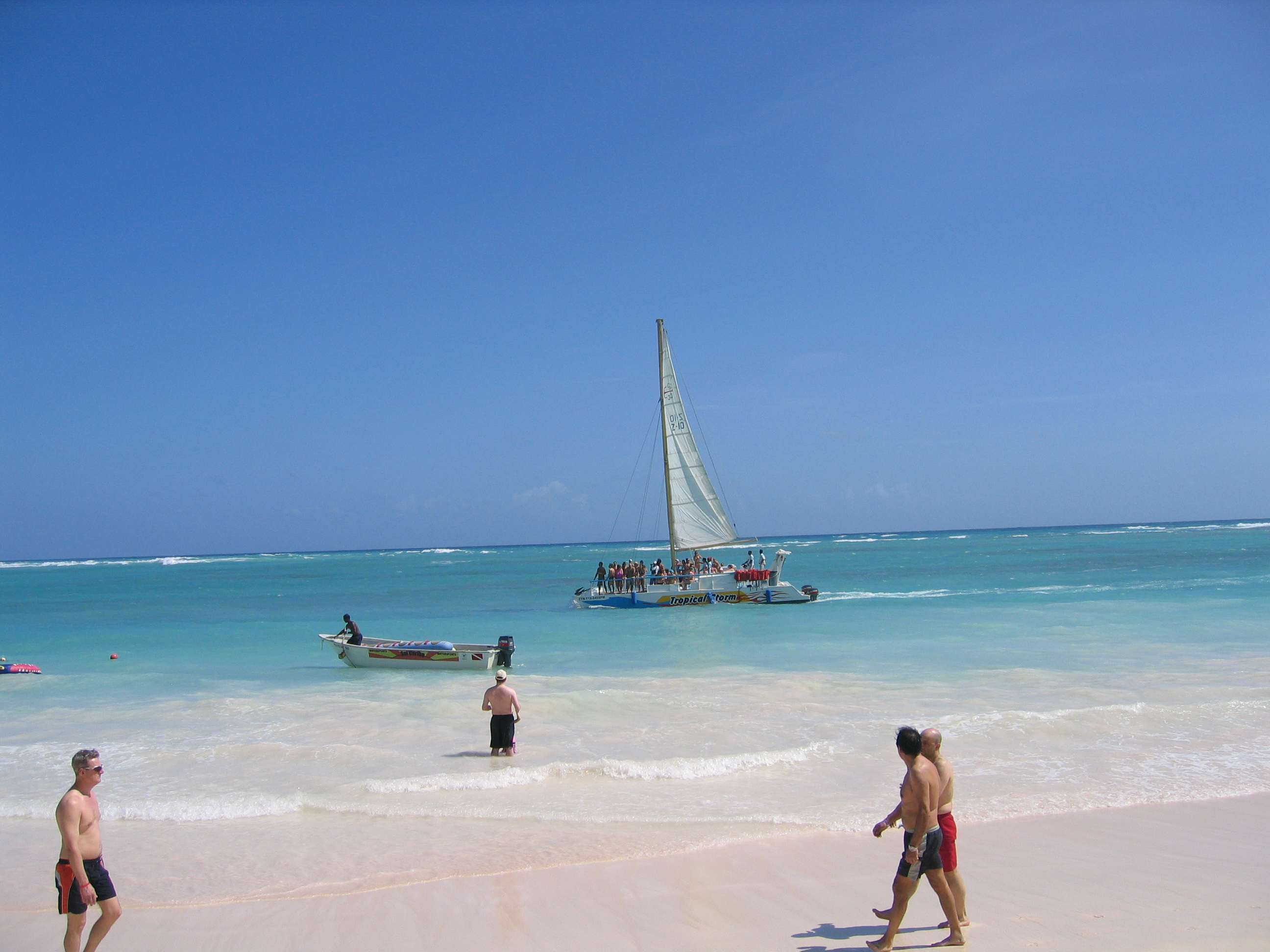
Bávaro.

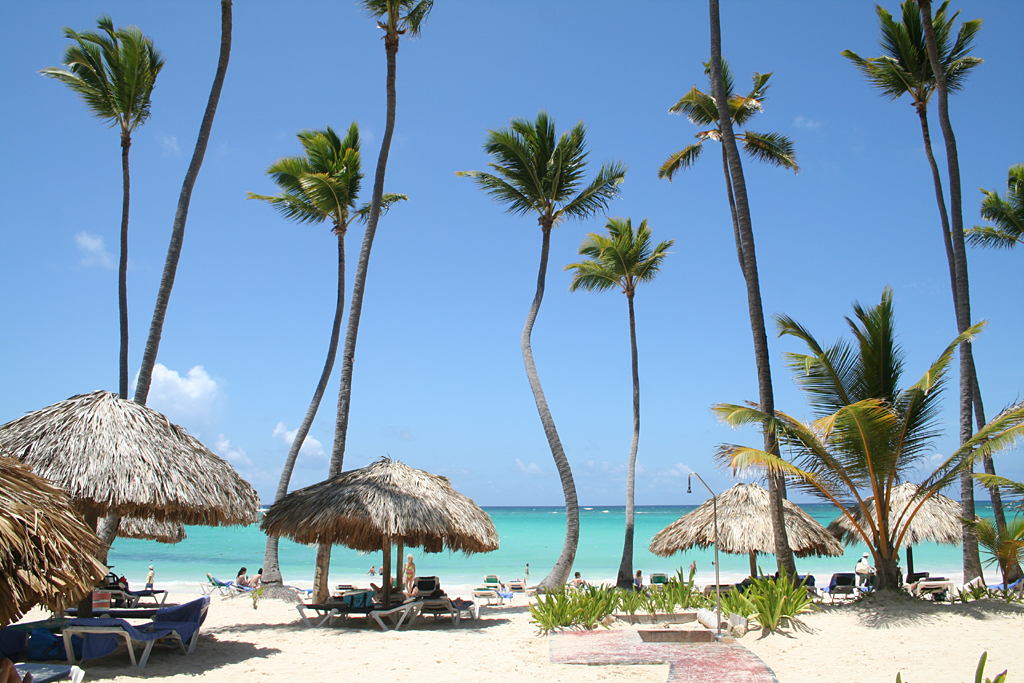
Punta Cana.

La Altagracia es la provincia de mayor desarrollo turístico de la República Dominicana, siendo los lugares más importantes el polo turístico de Bávaro - Punta Cana, Bayahíbe, Boca de Yuma (con sus torneos de pesca), entre otros. El parque nacional del Este es muy visitado por extranjeros y dominicanos. El turismo paulatinamente ha desplazado a la agricultura y la ganadería como las actividades económicas esenciales.
Punta Cana es el nombre que recibe un cabo situado al este de la República Dominicana, en la provincia de La Altagracia, y en el cual se ubican numerosos complejos hoteleros, cuya superficie total es de unos 420.000 m².
Suele ser el destino soñado para aquellos primerizos que viajan al Caribe para tomarse unos días de descanso, disfrutar de la luna de miel o simplemente darse el gusto de vivir a pleno unos días en un sitio paradisíaco. Rodeado de aguas transparentes y arenas blancas, con temperaturas ideales para broncearse, este destino es de los más pedidos en las agencias de viajes sanjuaninas.
La orientación del turismo varió considerablemente en la década de 1990, cuando cobro un auge inusitado la construcción de grandes y modernas instalaciones hoteleras, principalmente en la zona de Bávaro, Punta Cana, Uvero Alto, Cabeza de Toro y Playa de Bayahíbe. Según datos de la Secretaría de Turismo, en el 2001 en la provincia había registrados unos 62 hoteles con una oferta de 7,189 habitaciones. Estos datos la convierten en el segundo punto de concentración de hoteles y de habitaciones del país.  Este se debe también mayormente a su aeropuerto, localizado en la zona de Punta Cana, por donde circularon en el año 2000 la cantidad de 868,576 pasajeros, equivalentes al 26% de todos los que pisaron suelo dominicano ese año.
Higüey, con la Basílica de Nuestra Señora de La Altagracia, es un lugar de peregrinaje para dominicanos y extranjeros. Es una las ciudades de mayor desarrollo económico, la proyección empresarial y del turismo, tanto de ciudad, como ecológico y de montaña en sus periferias.

### Basílica Nuestra Señora de la Altagracia

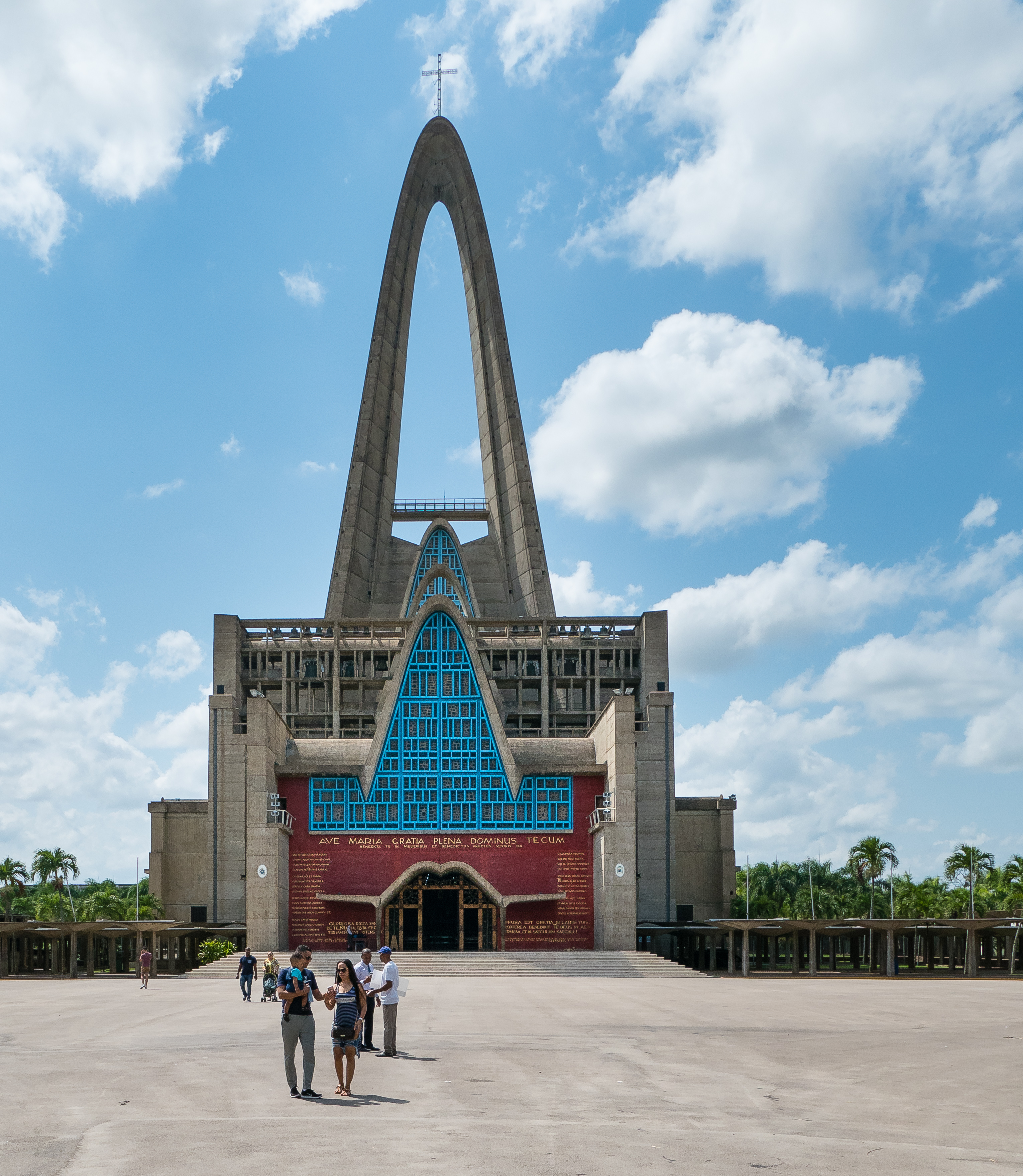
Basílica Nuestra Señora de la Altagracia.

La Basílica Nuestra Señora de la Altagracia se encuentra ubicada en Higüey y es el monumento religioso más importante de la República Dominicana. Es el lugar de advocación de la Virgen de la Altagracia. La basílica fue inaugurada el 21 de enero de 1971 para reemplazar el antiguo santuario construido en 1572.
El 12 de octubre de 1970 fue declarada monumento nacional y el 17 de octubre el Papa Pablo VI la declaró basílica menor. Esta basílica es una gran estructura en forma de cruz latina. La puerta de entrada es de bronce bañada en oro y fue bendecida por el Papa Juan Pablo II en Roma. Tiene un campanario con 45 campanas en bronce.
La basílica Nuestra señora de la altagracia es uno de los monumentos más respetados de Latinoamérica, y más representativos del país.
Aquí se encuentra además el santuario San Dionisio; comúnmente llamada "La Iglesia Vieja", que fue donde todo comenzó. 

### Áreas protegidas
En la provincia hay tres áreas protegidas: el parque nacional del Este, la laguna de Bávaro, y la albufera de Maimón. El parque nacional del Este es el hábitat de una variada biodiversidad terrestre, marina y de aves. Entre las especies marinas más destacadas de este parque se encuentran el delfín y el manatí. La laguna de Bávaro es el hábitat del cyprinodon nichollsi, un pez que se encuentra en peligro de extinción, y es refugio temporal de patos migratorios que huyen del frío del norte. También, es hábitat transitorio de gaviotas, tijeretas, pelícanos, playeritos, reicongos y yaguacines.

## División administrativa

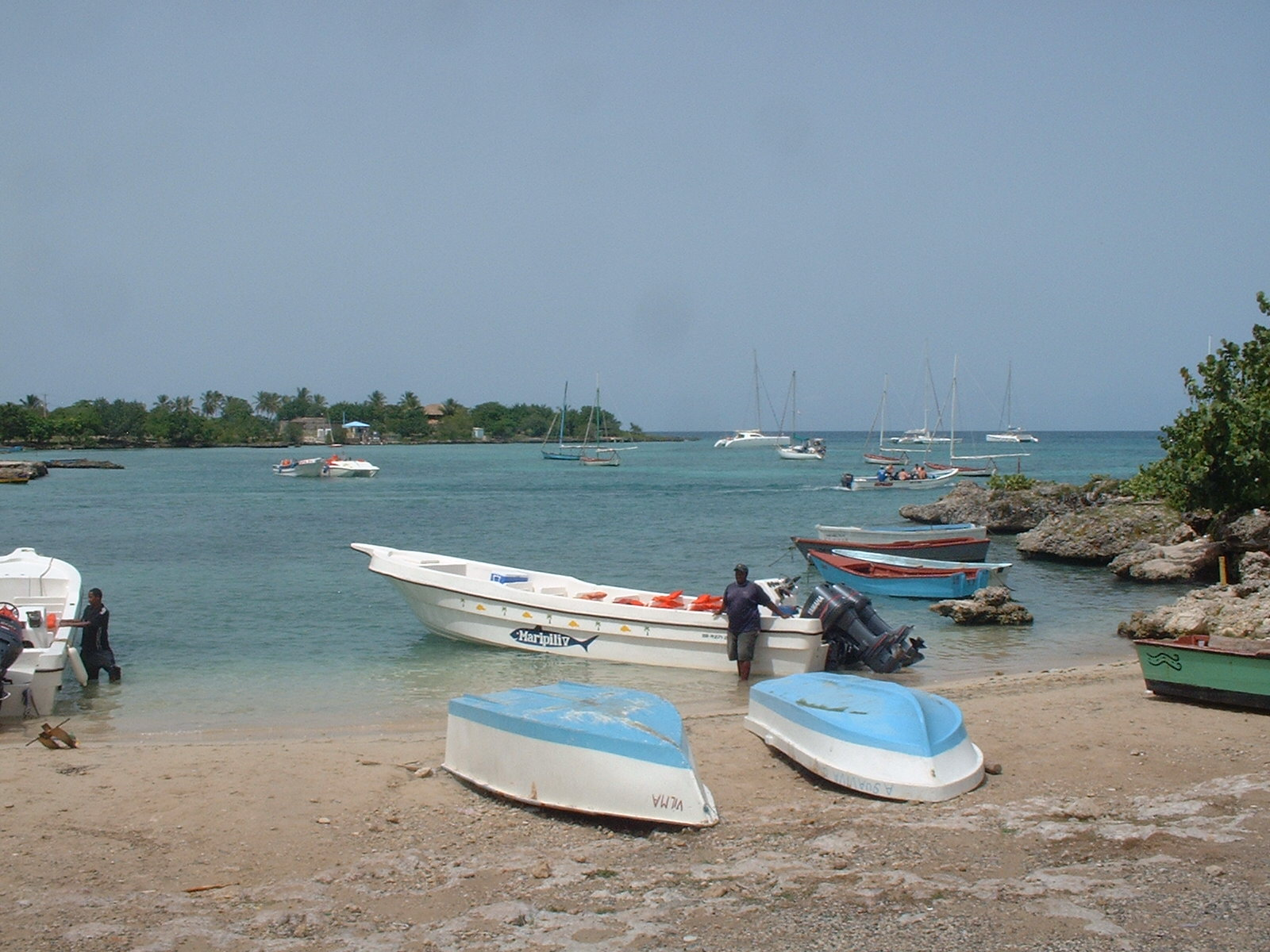
Bayahíbe.

La provincia se divide en dos municipios y en cinco distritos municipales. Los municipios son:
- Higüey
- San Rafael del Yuma

Los distritos municipales son:
- Las Lagunas de Nisibón (Perteneciente al Municipio Higüey)
- La otra Banda (Perteneciente al Municipio Higüey)
- Turístico Verón Punta Cana (Perteneciente al Municipio Higüey)
- Boca de Yuma (Perteneciente al Municipio San Rafael del Yuma)
- Bayahíbe (Perteneciente al Municipio San Rafael del Yuma)

## Transporte
Las principales carreteras y autopistas son:
- Carretera Mella: Esta carretera conecta la ciudad de Salvaleón Higüey, capital provincial, con la provincia de El Seibo, ubicada al noroeste de la ciudad.
- Autovía del Este o del Coral: Esta autovía conecta la ciudad de Salvaleón de Higüey con Santo Domingo y con la zona hotelera, ubicada en la zona oriental de la provincia, esto hace posible que los turista se trasladen desde Santo Domingo hasta Bávaro-Punta Cana en menos de tres horas.
- Carretera Higüey - Uvero Alto: esta carretera conecta la ciudad de Salvaleón Higüey con la zona de Macao y Uvero Alto, Bávaro por la parte nordeste de la provincia.
- Bulevard Turístico del Este: este conecta al aeropuerto Internacional de Puntacana y la zona Turística ccompleta con la provincia El Seibo.

## Educación
Esta provincia cuenta con más de 20 escuelas de educación básica entre las que se encuentran:
- Escuela Básica Hermanos Trejos
- Escuela Básica Srta. Norma Elena Poueriet
- Escuela Básica Fe y Alegría San Antonio de Padua
- Escuela Básica Ángel Merino
- Escuela Básica La Malena
- Escuela Básica Malena II
- Escuela Básica Mama Tingo
- Escuela Básica San Francisco
- Escuela Básica Salomé Ureña
- Escuela Vespertina Ciriaco María Sancha
- Escuela Básica Don Pedro Tapia
- Centro Educativo San Juan Bautista de la Salle.
- Centro Educativo los Manantiales

También cuenta con varios centros de educación secundaria:
- Centro De Educ. Media Gerardo Jansen
- Liceo Secundario Prof. Juan Bosch
- Liceo Secundario Juan Pablo Duarte
- Liceo Politécnico La Otra Banda

Los demás están afiliados a alguna institución religiosa o privada:
- Centro Educativo Auroras de Mi Patria
- Colegio Inicial Piquillines
- Politécnico Ann y Ted Kheel
- Centro Educativo Parroquial San José
- Escuela Liceo Juan XXIII de la Salle
- Colegio Nuestra Señora de la Altagracia (CONSAHY)
- Colegio Adventista Maranatha
- Colegio Bíblico Cristiano
- Centro Psico-Pedagógico Los Serafines
- Colegio Monte de Sion
- Colegio Morada de Sabiduría
- Colegio Monseñor Hugo E. Polanco Brito
- Colegio María de la Altagracia
- Colegio Hogar Feliz
- Centro Educativo Comunitario Dr. Octavio Ramírez Duval
- Centro Educativo Manantial de Vida Reformador
- Colegio Inicial Punchinelo
- Colegio Génesis
- Colegio Hogar De Mis Recuerdos
- Colegio El Shaddai
- Higüey International School
- Centro Educativo Querubines Del Rey
- Centro Educativo Comunitario Los Angelitos

|                             | Norte: Océano Atlántico         |                        |
| Oeste: La Romana y El Seibo |                                 | Este: Canal de la Mona |
|                             | Sur: Mar Caribe y la Isla Saona |                        |